# Ringbeschleuniger

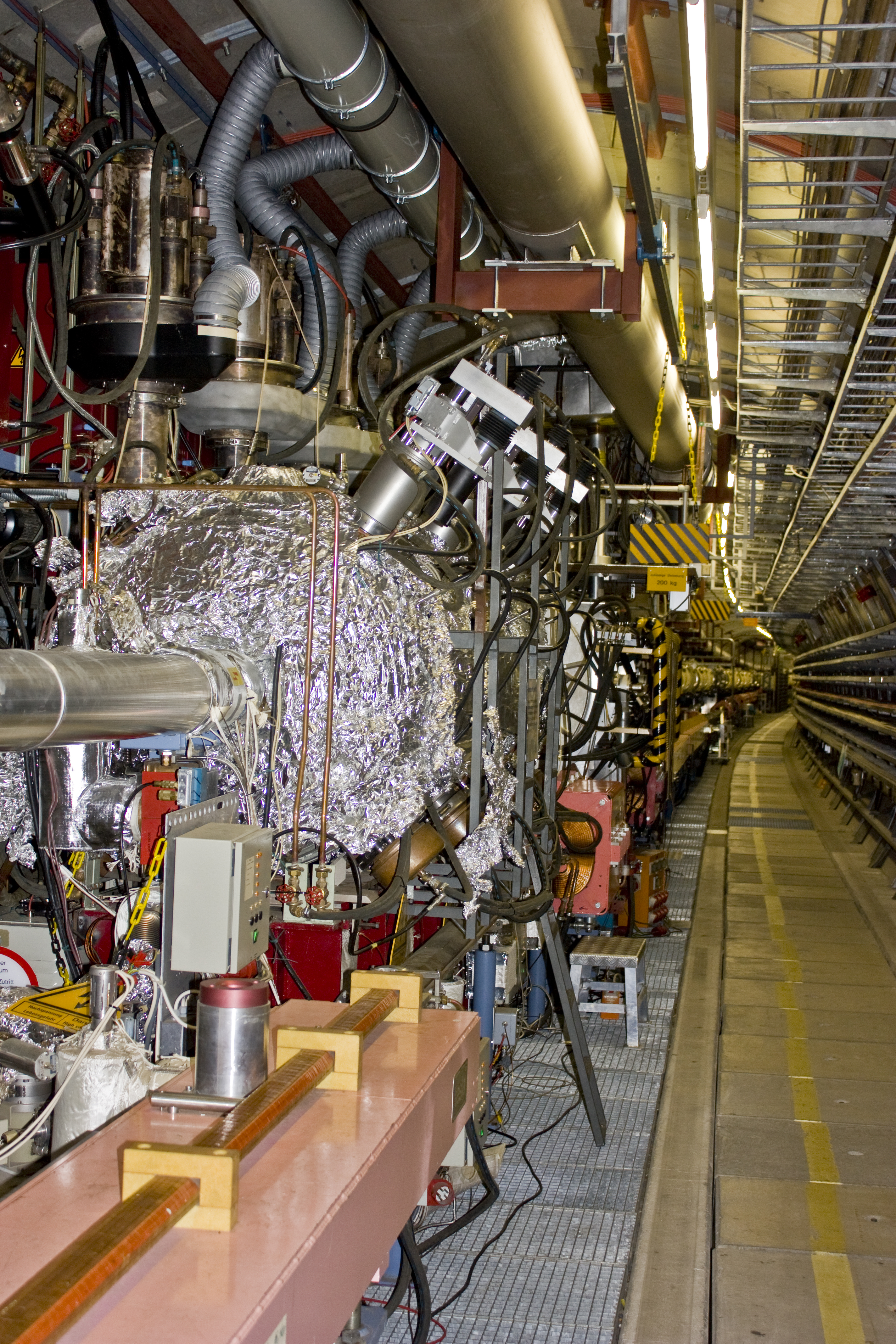
Blick in den Ringbeschleuniger von HERA (leichte Biegung ist zu erkennen). Vorne links in Alufolie eingewickelt: Ein Hohlraumresonator aus Kupfer zur Beschleunigung der Protonen

Ringbeschleuniger oder Kreisbeschleuniger (auch Zirkularbeschleuniger) sind Teilchenbeschleuniger, in denen die geladenen Teilchen, im Gegensatz zu Gleichspannungs- und Linearbeschleunigern, eine mehr oder weniger "runde"  – beispielsweise annähernd spiral- oder  kreisförmige – Bahn wiederholt durchlaufen. Eine besser treffende, aber seltene Bezeichnung ist Umlaufbeschleuniger.
Der Vorteil ist, dass die Teilchen immer wieder die gleichen Beschleunigungsstrecken nutzen; ein Kreisbeschleuniger ist insofern wirtschaftlicher und für hohe Endenergien platzsparender als ein vergleichbarer Linearbeschleuniger. Der Nachteil ist, dass die Teilchen bei genügend hoher Geschwindigkeit wegen der nötigen Ablenkung Synchrotronstrahlung emittieren und so Energie verlieren. 

## Bauarten
Eine wichtige Bauart ist das Synchrotron, bei dem die magnetische Flussdichte der ablenkenden Dipolmagnete proportional zum anwachsenden Teilchenimpuls hochgefahren wird, was einen gleichbleibenden Radius der Umlaufbahn bewirkt. Ähnlich aufgebaut, jedoch im strengen Sinne kein Teilchenbeschleuniger, ist der Speicherring, bei dem die beschleunigten Teilchen mit gleichbleibender Energie umlaufen.
Ebenfalls zu den Ringbeschleunigern gehören Zyklotron, Mikrotron, Betatron und Rhodotron.